# توفیق آقابابایف
توفیق آقابابایف (به ترکی آذربایجانی: Tofiq Məmmədəli oğlu Ağababayev؛ زادهٔ ۸ سپتامبر ۱۹۲۸ – درگذشتهٔ ۲۰ دسامبر ۲۰۲۴) یک نقاش اهل جمهوری آذربایجان بود.

## زندگی‌نامه
توفیق آقابابایف در ۸ سپتامبر سال ۱۹۲۸ در شهر باکو به دنیا آمد. وی دانش‌آموخته رشته نقاشی از مدرسه دولتی نقاشی آذربایجان (۱۹۴۶–۱۹۵۱) بود. سپس در میان سال‌های ۱۹۵۳ تا ۱۹۵۹ در رشته نقاشی روی شیشه و سرامیک در «مدرسه عالی ورا موشینا» لنینگراد به تحصیلات خود ادامه داد.
در بین سالهای ۱۹۶۶ الی ۱۹۶۸ به عنوان نقاش ارشد شهر باکو فعالیت داشت.
توفیق آقابابایف در موزه ملی هنر جمهوری آذربایجان، نگارخانه اتحادیه نقاشان جمهوری آذربایجان، موزه‌های کشورهای ایالات متحده آمریکا، انگلیس و کانادا و غیره… و همچنین در کلکسیون‌های انفرادی نگهداری می‌شود.
وی در ۲۰ دسامبر ۲۰۲۴، در سن ۹۶ سالگی درگذشت. 

## جوایز
- نقاش خلق جمهوری آذربایجان - ۲۹ دسامبر ۲۰۰۶[۴]
- عنوان افتخار نقاش افتخاری آذربایجان - ۴ مارس ۱۹۹۲[۵]